# Gut Düssin

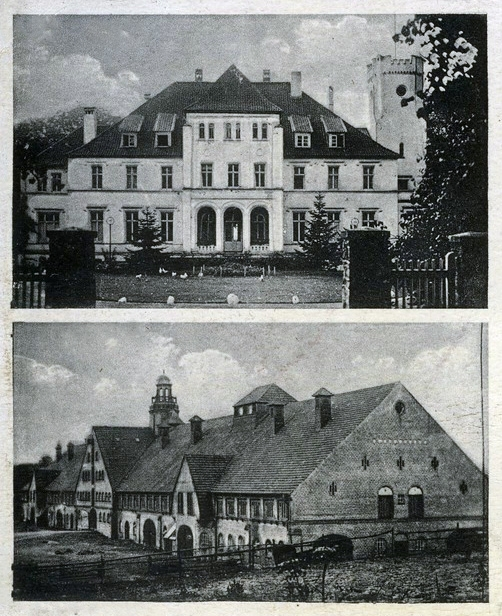
Neogotisches Herrenhaus und das Viehhaus

Das Gut Düssin war eine 1000 Hektar große Gutsanlage in Düssin im Landkreis Ludwigslust-Parchim in Mecklenburg-Vorpommern.

## Geschichte

### 1230 bis 1911
Düssin wurde erstmals im Ratzeburger Zehntregister von 1230 als Dvssin erwähnt. Im Jahr 1452 folgte eine weitere Erwähnung im Zusammenhang mit Joachim von Pentz und seinem Bruder Ullrich, wegen der Zahlung einer Rente. 1535 fiel Düssin an die Redefiner Linie der Familie von Pentz.
Nach einem Eintrag im Landbuch zum Jahr 1606 gehörte der Meyerhoff  Düssin zum Rittersitz Melkhof und befand sich im Besitz von Levin von Pentz.
Im Jahr 1616 schloss Levin von Pentz dann einen Pfand- und Pachtvertrag mit Boldewin von dem Knesenbeck über das Gut Düssin. 1733 fiel das Gut Düssin als Erbe an die Besendorfer Linie der Familie von Pentz. Berthold Joachim von Pentz verpfändete das Gut im Jahr 1748 zu Teilen an Bernd Joachim von Bülow aus Camin. Nach dem Tod des kinderlosen Berthold Joachim von Pentz verzichteten die Erben auf ihre Ansprüche am Gut Düssin, so dass es bis 1908 im Besitz der Familie von Bülow verblieb. Im selben Jahr erwarb Familie von Kanitz den Gutsbesitz.

### 1911 bis 1938

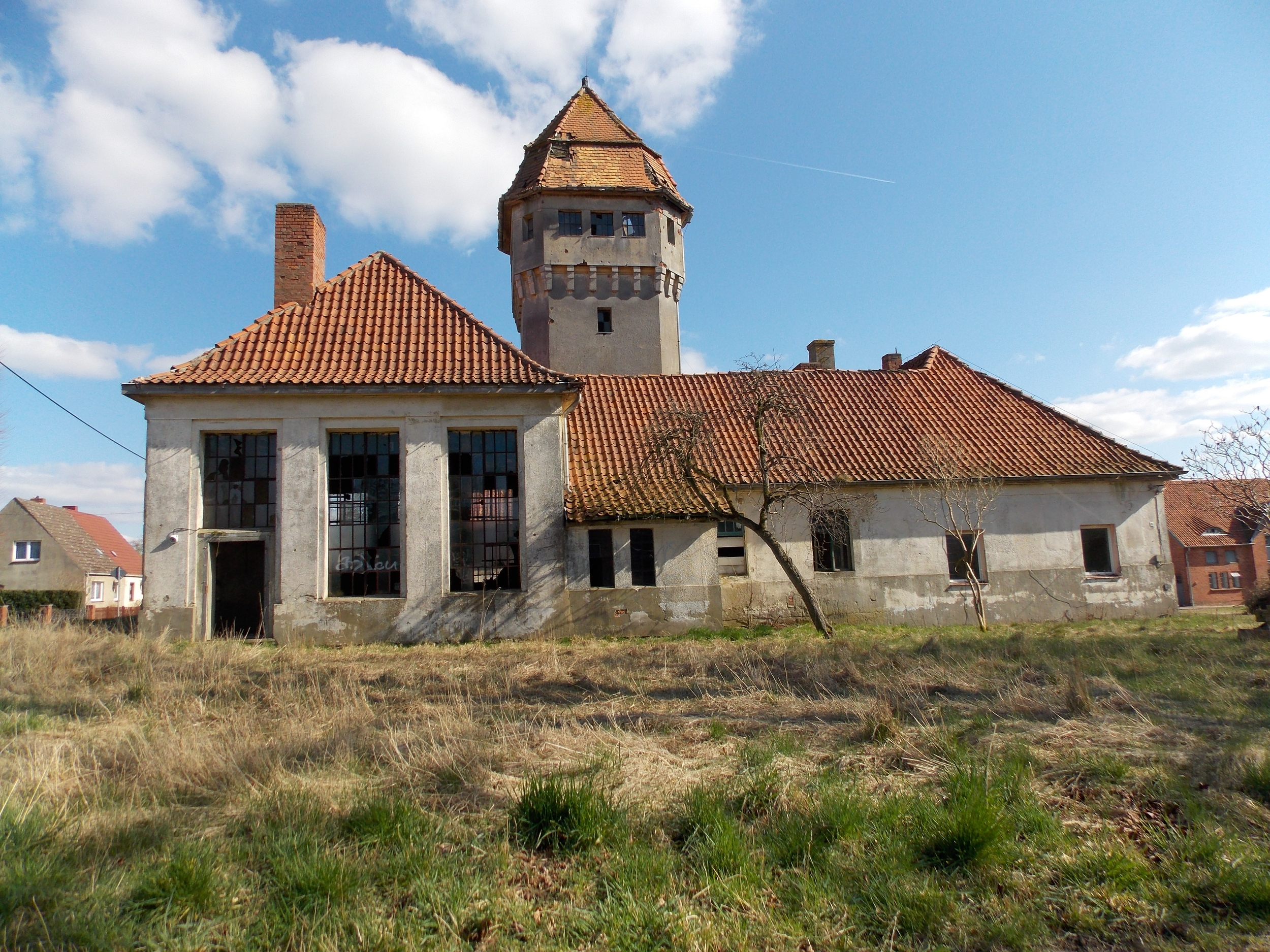
Maschinenhaus und Wasserturm

1911 veräußerte Familie von Kanitz das Rittergut an den Industriellen Georg Plange (1842–1923) aus Soest. Der neue Besitzer Georg Plange betrieb seit Jahren erfolgreich Dampfmühlen, darunter die im November 1897 in Betrieb genommene Weizen-Mühle in Hamburg-Wilhelmsburg.
Plange begann zeitnah mit der Modernisierung des Gutsbetriebes. Das gesamte Dorf erhielt eine eigene Wasserver- und Abwasserentsorgung. Auch ein imposanter Wasserturm und das Maschinenhaus mit Dieselaggregat und Generator wurden errichtet, so dass das Gut Düssin als Erstes in der Gegend mit selbst erzeugter Elektrizität versorgt wurde. Weitere Neubauten folgten im Zeitraum von 1912 bis 1914. Zu nennen sind hier das 150 Meter lange mehrgeschossige Viehhaus und das Molkereigebäude. Alle Baumaßnahmen waren Bestandteil der umfangreichen Modernisierung des Gutsbetriebes.
Im neu erbautem Viehhaus konnten auf mehreren Etagen bis zu 150 Rinder untergebracht werden. Die in der Stallanlage eingebaute Lüftungsanlage gehörte zu den modernsten ihrer Zeit und verbesserte die Haltungsbedingungen der Tiere erheblich. Gutsherr Plange war bestrebt durch artgerechte Haltung der Rinder deren Produktivität zu steigern. Eine eigene Kleinbahn mit Gleisanschluss an die Bahnstrecke Berlin–Hamburg sorgte dann ab 1912 für die direkte Verbindung zum Viehhaus.
Auch an die Bediensteten des Gutes wurde gedacht, man baute ihnen Zweifamilienhäuser mit Gärten und Stallungen, um ihnen die Selbstversorgung zu ermöglichen.
1919 übernahm Albert Plange von seinem Vater die Leitung des Gutsbetriebes. In den Folgejahren wurde die wirtschaftliche Lage immer schwieriger. Die allgemeine schlechte wirtschaftliche Lage in den 1920er Jahren trug dazu bei.

### 1938 bis 1945
Am 1. Dezember 1938 erwarb die Stadt Hamburg das Gut von Besitzer Albert Plange, um hier eine Anstalt für geistig Behinderte zu errichten. Angedacht und geplant war der Ausbau des Gutes zu einer Heil- und Pflegeanstalt, in der 4000 bis 5000 Menschen zwangsweise untergebracht werden sollten. Die Anstalt sollte sich mit den landwirtschaftlichen Erzeugnissen des Gutes selbst versorgen. Die Konzession zum Bau und Betrieb der Anstalt erteilte das zuständige Mecklenburg-Schwerinsche Ministerium im Jahr 1938. Zum Bau der Anstalt kam es nicht. In die vorhandenen Gebäude und neu errichteten Baracken wurde jedoch eine Außenstelle der Heil- und Pflegeanstalt Hamburg-Langenhorn eingerichtet. Die ungefähr 220 Kranken die in der Außenstelle untergebracht wurden, waren zumeist zwangseingewiesene Opfer der NS-Erbgesundheitspolitik.
Die Arbeitsfähigen unter ihnen wurden zum Arbeitseinsatz gezwungen, der unter dem Deckmantel der Arbeitstherapie angeordnet wurde. Ein Insasse äußerte sich in schriftlichen Eingaben über die schlechten Lebens- und Arbeitsbedingungen in Düssin, die seinen Angaben zufolge schlimmer waren als in einer Strafanstalt. Auch die hygienischen Bedingungen waren mangelhaft, wie der ärztliche Direktor der Langenhorner Heil- und Pflegeanstalt Heinrich Körtke nach einer Inspektion am 7. August 1939 anmerkte.
Ab September 1940 übernahm die Hamburger Sozialverwaltung den Gutsbetrieb. Die Hamburger Behörde verlegte daraufhin über 200 sieche und altersschwache Kranke aus den Hamburger Versorgungsheimen nach Düssin. Die Nutzung durch die Stadt Hamburg endete im April 1945 mit der Räumung der Einrichtung.
Vom 15. September 1944 bis 10. März 1945 bestand auf dem Gutsgelände zudem ein KZ-Außenlager des KZs Neuengamme. Die etwa 80 Häftlinge mussten auf dem Gut Zwangsarbeit verrichten.

### 1945 bis 1990
Nach Kriegsende folgte die Zwangsenteignung und die Auflösung des Gutes Düssin. Das alte Viehhaus und die Wirtschaftsgebäude wurden bis Anfang der 1990er Jahre von der ortsansässigen Landwirtschaftlichen Produktionsgenossenschaft (LPG) genutzt.

### 1990 bis heute
Das ehemalige Viehhaus wurde auf Betreiben der neuen Besitzer, der Brüder Ulf und Lars Lunge aus Hamburg, bis 2008 umfassend denkmalgerecht saniert. Heute beherbergt das Gebäude eine Schuhfabrik. Führungen im denkmalgeschützten ehemaligen Viehhaus werden jährlich am Tag des offenen Denkmals organisiert bzw. nach telefonischer Absprache ermöglicht.
Das Gutshaus, das Maschinenhaus sowie der imposante Wasserturm sind erhalten. Die Gebäude sind jedoch baufällig bzw. sanierungsbedürftig.

### 2022 bis heute
Der ehemalige Wasserturm und Maschinenhalle werden auf Betreiben des neuen Besitzers, der SEKIRA Vermögensverwaltung aus Hamburg, umfassend denkmalgerecht saniert. In Zukunft soll hier Wohnraum entstehen und in Ferienwohnungen Urlaub am Wasserturm möglich sein. Führungen im denkmalgeschützten ehemaligen Wasserturm werden angeboten werden.

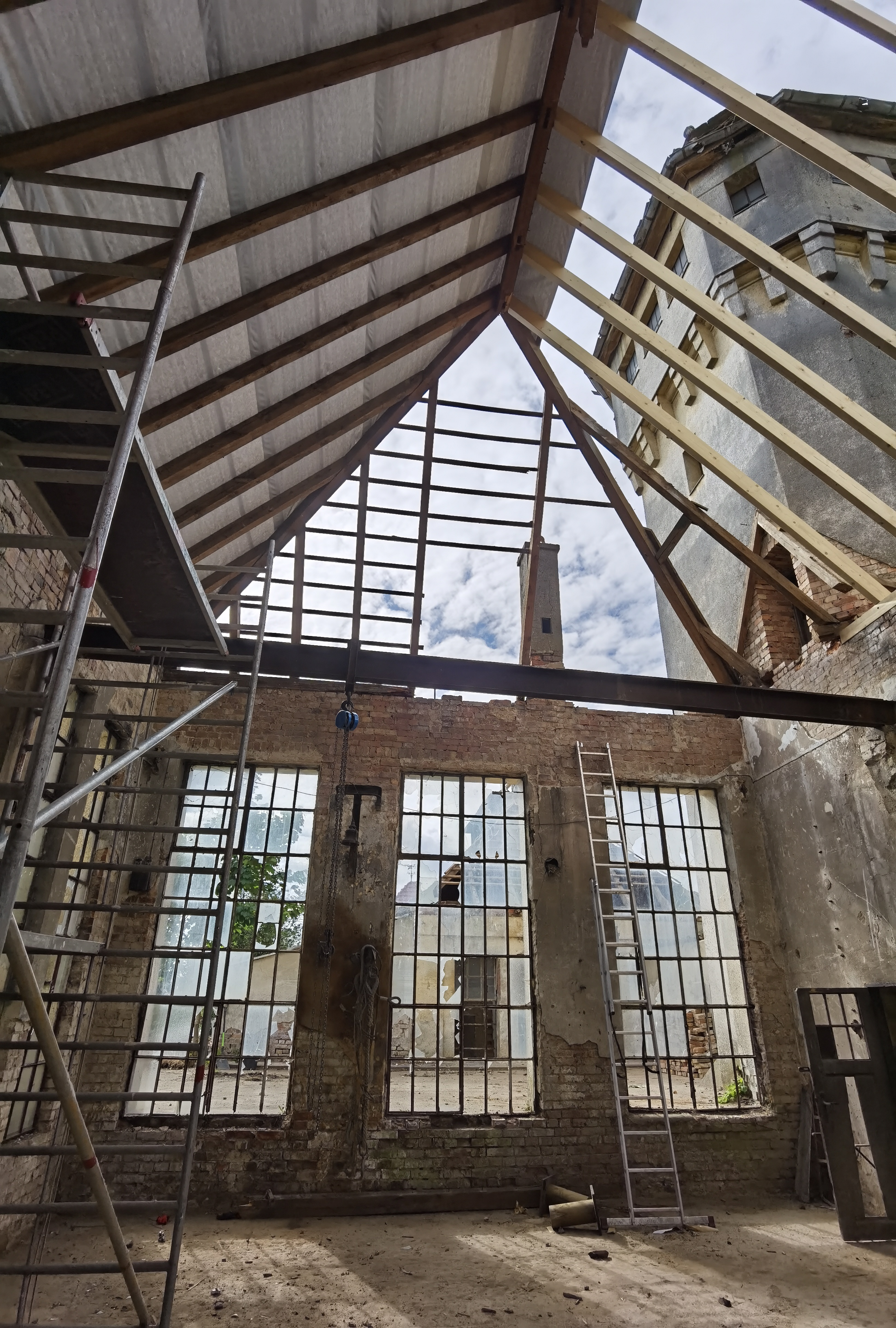

### Besitzerfolge 1452 bis 1945
| Eigentümer          | Zeitraum          |
| ------------------- | ----------------- |
| Familie von Pentz   | ca. 1452 bis 1748 |
| Familie von Bülow   | 1748 bis 1908     |
| Familie von Kanitz  | 1908 bis 1911     |
| Georg Plange        | 1911 bis 1919     |
| Albert Plange       | 1919 bis 1938     |
| Stadt Hamburg       | 1938 bis 1945     |
| SEKIRA (Wasserturm) | 2022 bis heute    |

## Herrenhaus

### Baubeschreibung

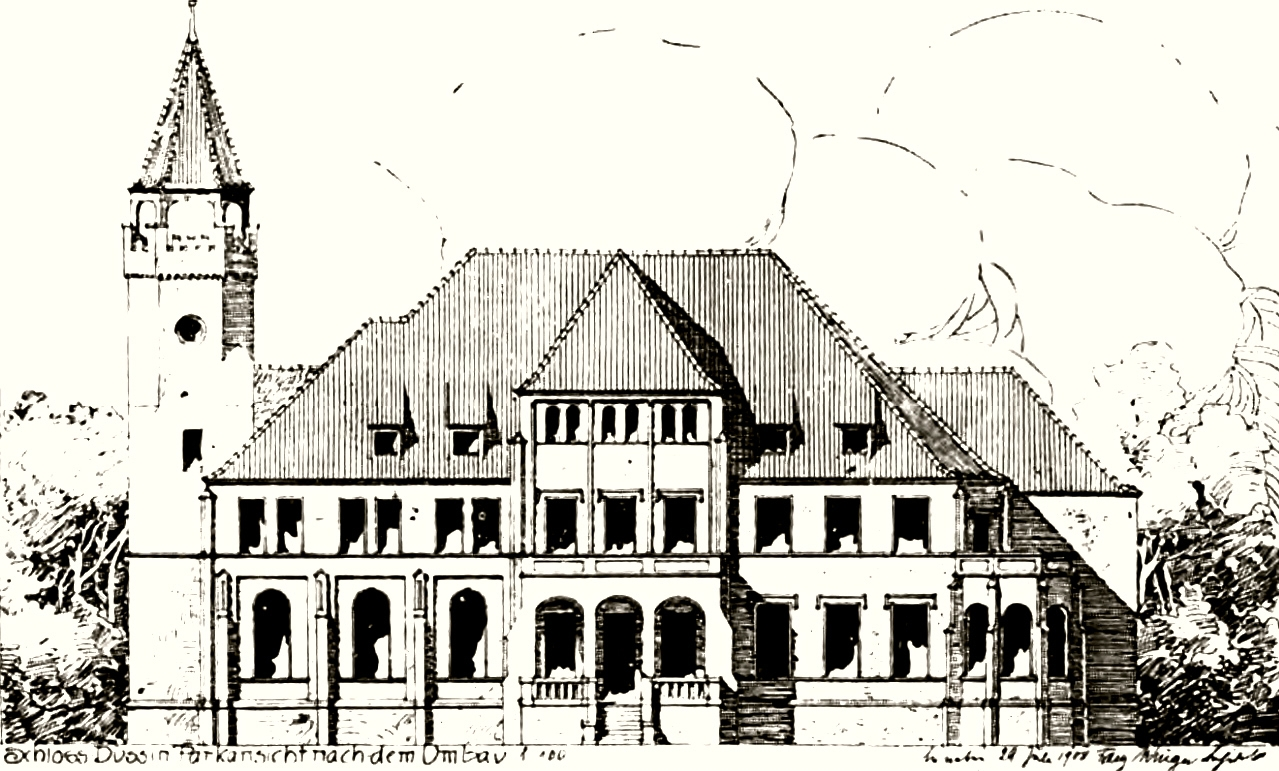
Entwurfszeichnung Umbau 1908, Herrenhaus Düssin

Von 1860 bis 1861 wurde in Düssin ein Herrenhaus im Stil der englischen Tudorgotik errichtet. Das Herrenhaus mit oktogonalen Flankierungsturm zeigte die zeittypischen Baumerkmale. So die fialenartig überhöhten Ecklisenen und die mit Zinnen bekrönten Traufkanten.
Nach einigen Jahren mussten die Zinnen jedoch abgedeckt werden, da sie von der Witterung stark in Mitleidenschaft gezogen wurden. Auch das Dach, wohl aus Geldmangel mit Dachpappe bedeckt, verwitterte mit den Jahren. 1908 wurde die Durchführung der notwendigen Reparaturen und Umbauten immer dringlicher. Familie von Kanitz beauftragte daher den Architekten Franz Krüger (1873–1937) mit dem Umbau des Gutshauses. Krüger ließ daraufhin das alte Dach und die Zinnenkränze abtragen. Anschließend erhielt das Herrenhaus ein hohes Walmdach. Der für den Flankierungsturm vorgesehene Spitzhelm kam hingegen nicht zur Ausführung.
Die meisten Stilelemente und der Turm wurden nach 1945 entfernt.

### Nutzung
Bis November 1938 war das Herrenhaus der repräsentative Wohnsitz des jeweiligen Gutsherren. Mit dem Verkauf an die Stadt Hamburg änderte sich auch die Funktion des Gebäudes, das nunmehr als Verwaltungsgebäude und Ärztehaus diente. 1942 veranlasste der Hamburger Reichsstatthalter die Neueinrichtung des Herrenhauses. Karl Kaufmann veranlasste persönlich, dass die benötigten jagdlichen und repräsentativen Einrichtungsgegenstände aus dem Bestand des zuvor in Hamburg beschlagnahmten jüdischen Eigentums entnommen wurden.

### Park
Das Gutshaus war von einer gepflegten Grünanlage umrahmt, welche heute nur noch schemenhaft erkennbar ist. Ein Teil des Baumbestandes und der künstlich angelegte Teich sind hingegen noch vorhanden.